# 漏斗泡囊草
漏斗泡囊草（学名：Physochlaina infundibularis）为茄科植物泡囊草属下的一个种。其干燥根即為华山参（又名热参），於春季采挖，除去须根，洗净，晒干即成。

## 扩展阅读
維基物種上的相關：漏斗泡囊草